# Lucas (powieść)
Lucas – powieść angielskiego pisarza Kevina Brooksa (autora książki Martyn Pig) wydana po raz pierwszy w 2002 roku przez brytyjski The Chicken House. Angielska wersja okładki posiada również dopisek – A Story of Love and Hate (o miłości i nienawiści). W Polsce książka ukazała się w tłumaczeniu Anny i Miłosza Urbanów nakładem wydawnictwa Media Rodzina w 2007 roku. Jest ona skierowana do młodzieży i dorosłych. Książka zdobyła pierwsze miejsce angielskiego North East Book Award w 2004 roku. Poruszane są w niej współczesne problemy dyskryminacji i ksenofobii.
Na stronach książki piętnastoletnia Caitlin (Cait) McCann opowiada o wydarzeniach sprzed roku, kiedy w jej otoczeniu pojawia się tajemniczy chłopak. Cait wydał się on niezwykły, ale inni nienawidzą go lub po prostu się go boją.
Cait mieszka wraz z ojcem na wyspie przy wybrzeżu Anglii. Na początku wakacji z college’u wrócił jej brat, Dominik (nazywany „Domem”). Wtedy Cait zobaczyła chłopca przeprawiającego się przez wąską groblę prowadzącą na wyspę. Często rozmyślała o nim. Zanim go poznała, ów chłopak – Lucas, stał się jedną z najważniejszych postaci w jej życiu. Przystojny, bezpośredni, odważny, umiejący trafnie oceniać ludzi i przewidywać ich czyny, wydaje się, że nie potrzebuje nikogo i niczego; nikt nie wiedział skąd pochodzi, gdzie mieszka. Miejscowi nie rozumieją go, uważają, że jest inny, gorszy. Prześladują Lucasa, chcą się go pozbyć, urządzają nawet na niego „polowania”, prawie dochodzi do morderstwa. Cait nie może zrozumieć, dlaczego ludzie potrafią być tacy źli, tak nietolerancyjni i tacy okrutni. Próbuje pomóc Lucasowi, ale mając przeciwko sobie bandę pijanych, w narkotycznym transie, żądnych krwi mieszkańców wyspy niewiele może zdziałać.
Dramatycznych wydarzeń, które potem nastąpiły, Cait nie zapomni do końca życia.